# Johann Georg Rosenmüller

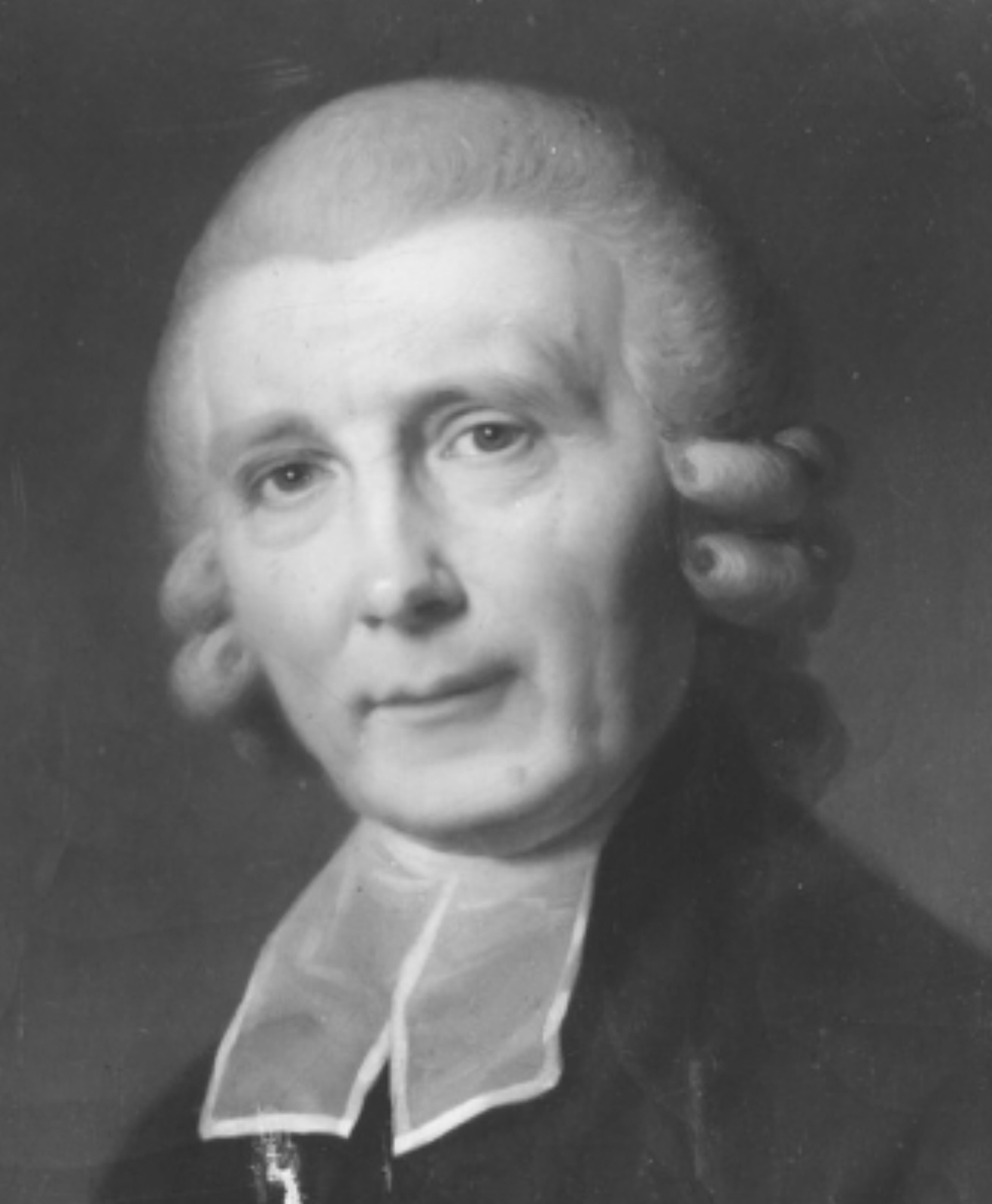
Johann Georg Rosenmüller, porträtiert von Johann Friedrich August Tischbein (1802)

Johann Georg Rosenmüller (* 18. Dezember 1736 in Ummerstadt bei Hildburghausen; † 14. März 1815 in Leipzig) war ein deutscher protestantischer rationalistischer Theologe.
Rosenmüller studierte ab 1756 Theologie an der Universität Altdorf. 1767 wurde er Pfarrer in Hildburghausen und 1768 in Heßberg bei Hildburghausen. Er wurde 1772 Diakonus und adjungierter Superintendent in Königsberg (Franken) und 1773 Professor und Pfarrer in Erlangen. 1783 folgte er einer Berufung zum Ordinarius, Pädagogiarchen, Superintendenten und Konsistorialassessor in Gießen.

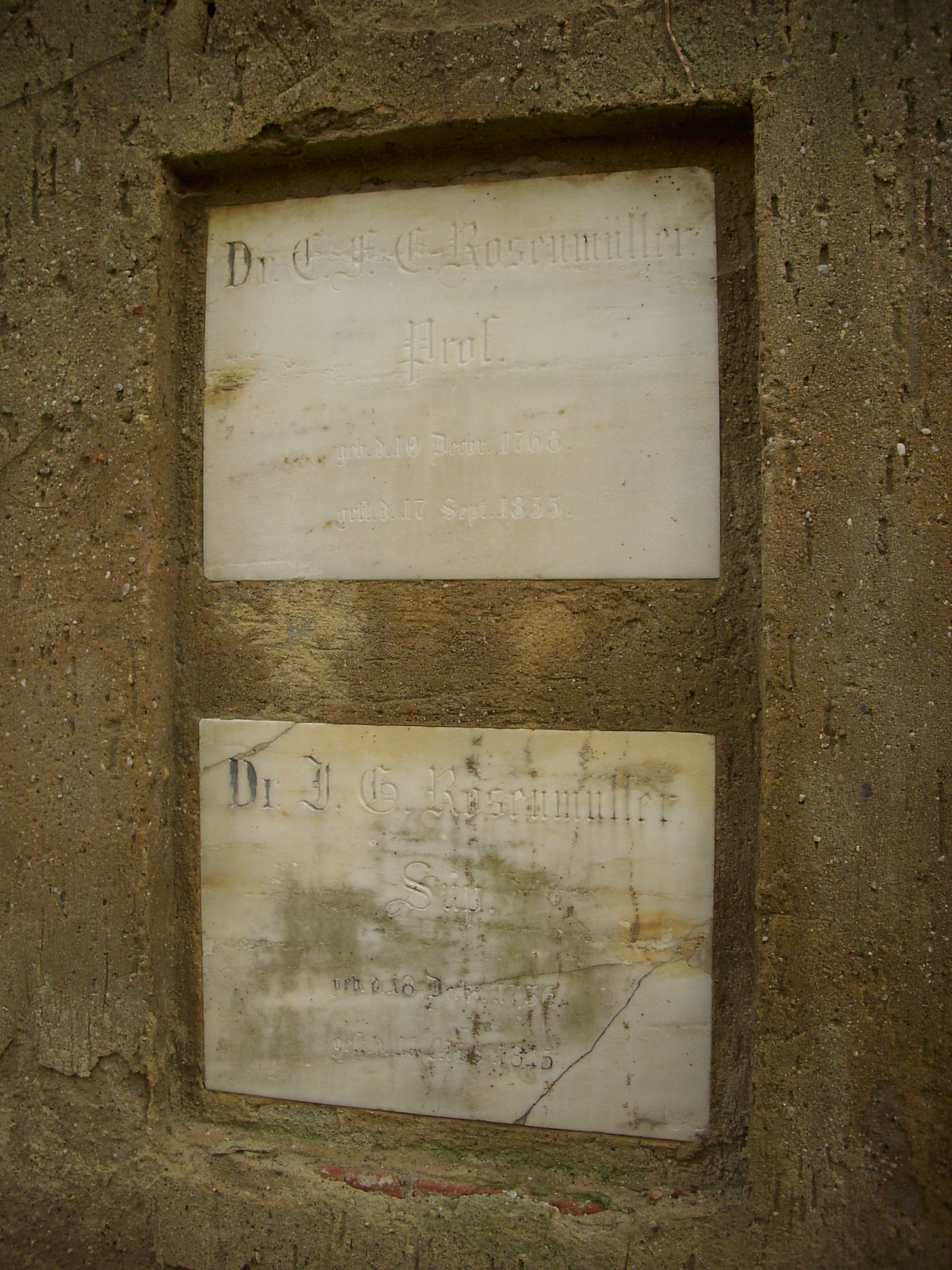
Grabtafel für Johann Georg Rosenmüller und Sohn Ernst Karl, Alter Johannisfriedhof Leipzig

1785 wurde er dann Ordinarius an der Universität Leipzig und Präsident des Oberkonsistoriums in Leipzig, 1793 außerdem auch Domherr des Hochstifts Meißen und 1806 Prälat.
Seine Söhne waren die Theologen Ernst Karl Rosenmüller (1768–1835), Philipp Rosenmüller (1776–1844), Georg Hieronymus Rosenmüller (1776–1824), die er alle selbst in seinem Fach an der Universität Leipzig unterrichtete, sowie der Mediziner Johann Christian Rosenmüller (1771–1820).

## Werke
- Beicht= und Kommunion=Buch. Nürnberg, verlegts Johann Gottfried Stiebner, 1784
- Predigten über alle Sonn= und Festtagsevangelien. Mit Kurfürstl.Sächsischen allergnädigstem Privilegio. Nürnberg, im Verlag bey Johann Gottfried Stiebner, 1785
- Morgen- und Abendandachten. Hildburghausen: Hanisch, 1792.
- Betrachtungen über die vornehmsten Warheiten der Religion auf alle Tage des Jahres. Leipzig: Fleischer, 1802.
- Auserlesnes Beicht- und Communionbuch. 15. Aufl. Nürnberg: Bieling, 1842.
- Predigten über auserlesene Stellen der Heiligen Schrift: für alle Sonn- und Festtage des Jahres. Leipzig: Fleischer, 1811.
- Beiträge zur Homiletik. Leipzig 1814.
- Scholia in Novum Testamentum (5 Bde.). Norimbergae: In officina Felseckeriana, 1801–1808.
- Historia Interpretationis Librorum Sacrorum in Ecclesia Christiana (5 Bde.). Hildburghusae: Apud Io. Gottfr. Hanisch, 1795–1814. Vol. 3-5 imprint: Lipsiae, apvd G. Fleischer.